# Pré-Saint-Didier
Pré-Saint-Didier (Pré-Saint-Didier-les-Bains bis 1861 im Königreich Sardinien; San Desiderio Terme von 1939 bis 1946) ist eine italienische Gemeinde mit 955 Einwohnern (Stand 31. Dezember 2023) im Aostatal. Die Gemeinde liegt auf einer mittleren Höhe von ca. 1004 m s.l.m. und ist etwa 33 km² groß.

## Geographie
Die Nachbargemeinden sind Courmayeur, La Thuile sowie Morgex. Pré-Saint-Didier besteht aus den Ortsteilen Champex, Élévaz, La Balme, Palleusieux, Torrent und Verrand.

## Geschichte
Zur Römerzeit existierte hier vermutlich eine Villa namens Prata ad Sanctum Desiderum.
Der Glockenturm der Pfarrkirche aus dem 11. Jahrhundert ist einer der ältesten des Aostatals. Um 1860 lebten hier etwa 200 Personen. Schon im 19. Jahrhundert besuchten Kurgäste, zumeist Briten, das Dorf.

## Wirtschaft

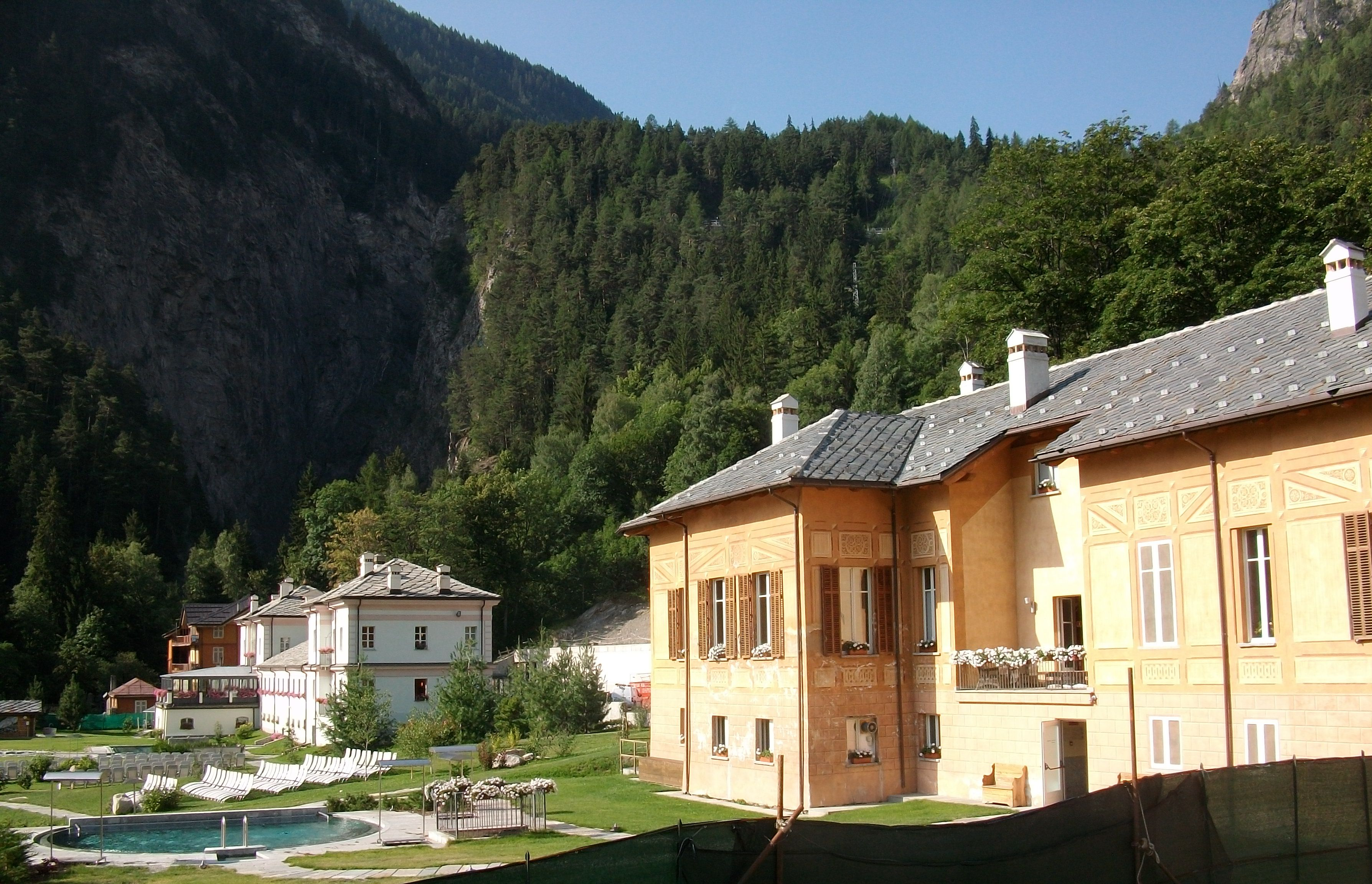
Therme

Der Kurort wird durch seine Thermalquelle geprägt.

## Verkehr
Pré-Saint-Didier liegt am geschichtlich wichtigen Kleinen Sankt-Bernhard-Pass zwischen dem Mont-Blanc-Massiv und der französischen Vanoise-Massiv.
Der Ort war Endpunkt der Bahnstrecke Aosta–Pré-Saint-Didier. Der Zugverkehr wurde 2015 eingestellt.